# Episodi de Il cane di papà (settima stagione)
La settima stagione della serie televisiva Il cane di papà è stata trasmessa in anteprima negli Stati Uniti d'America dalla NBC tra il 24 settembre 1994 e il 17 giugno 1995.
| nº | Titolo originale                        | Titolo italiano | Prima TV USA      | Prima TV Italia |
| -- | --------------------------------------- | --------------- | ----------------- | --------------- |
| 1  | Let's Give Them Something to Talk About |                 | 24 settembre 1994 |                 |
| 2  | Mrs. Clinton Comes to Town              |                 | 24 settembre 1994 |                 |
| 3  | Just for Laughs                         |                 | 1º ottobre 1994   |                 |
| 4  | A Chip Off the Old Charley              |                 | 8 ottobre 1994    |                 |
| 5  | The Woman Who Came to Dither            |                 | 15 ottobre 1994   |                 |
| 6  | Carol Gets a Raise                      |                 | 22 ottobre 1994   |                 |
| 7  | The Courtship of Carol's Father         |                 | 3 dicembre 1994   |                 |
| 8  | The Tinker Grant                        |                 | 3 dicembre 1994   |                 |
| 9  | Would You Believe...                    |                 | 17 dicembre 1994  |                 |
| 10 | Partly Cloudy with a Chance of Pain     |                 | 17 dicembre 1994  |                 |
| 11 | Single White Male                       |                 | 7 gennaio 1995    |                 |
| 12 | Dear Aunt Martha                        |                 | 14 gennaio 1995   |                 |
| 13 | Goodbye Charley                         |                 | 21 gennaio 1995   |                 |
| 14 | Family Practice                         |                 | 28 gennaio 1995   |                 |
| 15 | Grandma, What Big Eyes You Have         |                 | 4 febbraio 1995   |                 |
| 16 | Feelings, Whoa Whoa Whoa, Feelings...   |                 | 25 febbraio 1995  |                 |
| 17 | And Kevin Makes Three                   |                 | 4 marzo 1995      |                 |
| 18 | Harry Weston: Man's Best Friend         |                 | 18 marzo 1995     |                 |
| 19 | The Ex-Files                            |                 | 18 marzo 1995     |                 |
| 20 | Stand by Your Man                       |                 | 25 marzo 1995     |                 |
| 21 | Life Goes On (Part 1)                   |                 | 29 aprile 1995    |                 |
| 22 | Life Goes On (Part 2)                   |                 | 29 aprile 1995    |                 |
| 23 | My Pal Valy-Val                         |                 | 10 giugno 1995    |                 |
| 24 | Remembrance of Clips Past               |                 | 17 giugno 1995    |                 |